# 伦讷罗德
伦讷罗德（德語：Rennerod，發音：[ˈʁɛnəʁoːt] ⓘ）是德国莱茵兰-普法尔茨州韦斯特林山县的城市，面积18.14平方千米，2023年12月31日人口为4,426人。